# Kwamain Mitchell
Kwamain Mitchell (Milwaukee, 23 settembre 1989) è un cestista statunitense, professionista in Europa.

## Palmarès
- Campionato lettone: 1

Valmiera: 2015-2016
- Campionato svizzero

Fribourg Olympic: 2021-22
- Coppa di Svizzera: 1

Fribourg Olympic: 2022
- Coppa di Lega Svizzera: 1

Fribourg Olympic: 2022
- Supercoppa di Svizzera: 1

Fribourg Olympic: 2021